# Luis Correa Bulo
Luis Correa Bulo (San Fernando, c. 1934 - Santiago, 7 de mayo de 2012), fue un abogado, académico y juez chileno. Ex ministro de la Corte Suprema de Chile entre 1992 y 2001. El 27 de agosto de 1982 como juez decreto una orden de arresto contra el gerente del banco de Talca en ese tiempo Sebastián Piñera el cual se mantuvo profugo de la justicia.

## Carrera
Estudió Derecho en la Universidad de Chile, e ingresó al Poder Judicial como juez en la localidad cordillerana de Sewell. Fue ministro de las Cortes de Apelaciones de San Miguel y Santiago, esta última entre 1982 y 1992.
En 1992 fue nombrado ministro de la Corte Suprema. En el máximo tribunal integró la Sala Penal, donde fue su presidente desde 1997; allí impuso una nueva interpretación de la Ley de Amnistía, que posibilitó el inicio de procesos contra diversos militares por los crímenes de dictadura, entre ellos, Augusto Pinochet. En 2001 fue destituido de su cargo por sus pares, acusado de tráfico de influencias.
Tras su salida del Poder Judicial continuó ejerciendo como profesor de Derecho Procesal en la Universidad Central —hasta 2010, cuando fue desvinculado por supuestas irregularidades— y juez árbitro. En 2009 volvió a la agenda pública cuando confirmó las declaraciones de Mónica Madariaga respecto a las presiones que había sufrido en 1982 para detener un proceso contra Sebastián Piñera.
Falleció el 7 de mayo de 2012, producto del cáncer que lo aquejaba.